# 1279 Uganda
1279 Uganda là một tiểu hành tinh vành đai chính thuộc vành đai tiểu hành tinh. Nó được phát hiện bởi nhà thiên văn học Nam Phi Cyril V. Jackson ngày 15 tháng 6 năm 1933 từ Johannesburg. Nó được đặt theo tên đất nước Uganda.